# (7966) Richardbaum
(7966) Richardbaum est un astéroïde de la ceinture principale.

## Description
(7966) Richardbaum est un astéroïde de la ceinture principale. Il fut découvert le 18 février 1996 à Ōizumi par Takao Kobayashi. Il présente une orbite caractérisée par un demi-grand axe de 2,37 UA, une excentricité de 0,18 et une inclinaison de 3,3° par rapport à l'écliptique.

## Compléments